# 柳博米尔·米哈利克
路波米亞·米查歷克（1983年8月13日—）是一名斯洛伐克職業足球員，司職後衛，現效力英甲球會卡素爾。

## 球會生平
保頓
2007年1月，米查歷克由辛迪轉投保頓並簽訂了三年半合約。4月28日，他在史丹福橋球場對車路士的賽事中代表保頓攻入其首個亦是唯一一個入球，協助球隊以2-2的比分逼平對手。
列斯聯
2007年3月，米查歷克被外借至列斯聯，為期一個月。他的表現備受列斯聯球迷的好評，尤其是他在4月7日對普利茅夫的奠勝球，協助球隊以2-1的比分擊敗對手。最終，時任領隊丹尼斯·韋斯延長了他的借用期直至球季結束，儘管保頓因正選中堅受傷而需要召回米查歷克。他在餘下球季為保頓踢球，並在對車路士的賽事中取得入球。他返回保頓不久後，列斯聯降班至英甲。
2008年1月，丹尼斯·韋斯再次表明他喜歡米查歷克並試圖在冬季轉會窗買入他，據報指米查歷克的交易快將成事，轉會費涉及50萬英鎊，但丹尼斯·韋斯此時卻轉投了紐卡素。然而，作為新任列斯聯領隊的加利·麥亞里士打仍然堅持買入他的決心。在轉會市場的最後一天，交易已完成，米查歷克與球隊簽訂了三年半合約。保頓願意將他出售，似乎是因為他們收購了加利·卡希爾作為替代品。2007/08球季，他總共代表球隊上陣了13場賽事。
米查歷克設法讓自己成為列斯聯的正選後衛，而他的拍擋往往是保羅·亨廷頓。2008年9月6日，他在對克魯的賽事中兩黃一紅而被逐，最終列斯聯仍然以5-2的比分擊敗對手。2008/09球季中段， 他在數場賽事的表現反覆，最終失去正選席位並由新帥西蒙·加利臣簽入的借將李察·尼萊所取代。他再未能正選上陣並在剩餘的球季發現自己只能一直坐在後備席上，這種角色一直持續至2009/10球季。
2009年9月5日，米查歷克在對史托港的賽事中攻入他正式加盟後的首次入球。2009/10球季，他主要以後備身份上陣並多次在場上發揮關鍵作用。在西蒙·加利臣麾下，他的狀態得已有大幅度的改進。他在聯賽盃對利物浦的賽事中的入球被判越位在先而無效。重播顯示，謝美伊·碧福特和路西安奴·比治奧都沒有越位。他在對白禮頓的賽事中正選上陣，其後由於李察·尼萊受傷，他夥拍派崔克·基斯諾保在對奧連特的賽事中擔任中堅，他上陣的兩場賽事均保持不失球。他在對凱特靈的賽事中正選上陣，他被認為需要與卡斯柏·安卡格連在其中一次被對方取得入球上分擔責任。儘管，米查歷克在對奧咸的賽事中有失誤，但他仍然有在對哈德斯菲爾德和足總盃重賽對凱特靈的賽事中上陣。米查歷克是列斯聯陣中其中一名自由球射手，射球時速達100英哩。隨著，中堅派崔克·基斯諾保和李察·尼萊在季中不同時間受傷，米查歷克已經重奪正選位置。
2010年8月31日，米查歷克被外借至卡素爾直至2011年1月3日。9月4日代替剛離隊的伊恩·夏迪以正選身份首次上陣作客出戰，以0-0和局終場；其後兩仗對前列份子及均能協助球隊力保不失；9月28日作客對，開賽僅8分鐘米查歷克射入一記離門40碼的自由球，為球隊大勝4-0揭開序幕，但下半場拉傷腿筋離場，賽後被送返艾蘭路球場接受治療。
2011年1月14日，米查歷克被球會放棄，同日正式加盟卡素爾並簽訂為期一年半的合約。

## 國際賽
米查歷克在2006年12月11日對阿聯酋的賽事中於下半場入替而首次代表斯洛伐克上陣並攻入其處子入球。2007年3月28日，他在對愛爾蘭的賽事中第二次代表斯洛伐克隊上陣。
2009年10月1日，米查歷克被徵召出戰世界盃外圍賽對斯洛文尼亞和波蘭的賽事。他在對波蘭隊的賽事中只坐在後備席沒有上陣。

## 榮譽
卡素爾
- 英格蘭聯賽錦標冠軍：2010/11年；

## 外部連結
- （英文）足球数据库：路波米亞·米查歷克的球员统计数据
- （英文）Sportnetwork.net: Bolton defender Michalik joins Leeds on loan （页面存档备份，存于）
- （斯洛伐克文）保頓球員米查歷克
- （英文）Michalik at Fussball-talente.com （页面存档备份，存于）